# Siculiana
Siculiana er en italiensk by (og kommune) i regionen Sicilien i Italien, med omkring 4.161(2023) indbyggere. 